# テッサロニキの初期キリスト教とビザンティン様式の建造物群
テッサロニキの初期キリスト教とビザンティン様式の建造物群（テッサロニキのしょきキリストきょうとビザンティンようしきのけんぞうぶつぐん）は、ギリシャ共和国のテッサロニキにあるユネスコの世界遺産登録物件名。登録は1988年。ローマ帝国、および東ローマ帝国の時代に建設された建築物とモザイクなどの美術を対象とする。

## 概略
古代にテルマと呼ばれたテッサロニキは、天然の良港と街道を有する交易都市であった。カッサンドロスによってテッサロニケと改名され、さらに共和政ローマに占領された後も、ローマ属州マケドニアの首府として繁栄を続けた。50年、使徒パウロはこの町のシナゴーグでキリスト教を布教したが、ユダヤ人に告発され、退去したとされる。ローマ帝政時代、テッサロニケは国際都市の様相を呈しており、様々な民族や宗教が混在していた。ローマ帝国後期になると、ガレリウスによって凱旋門と霊廟が建設され、港湾はコンスタンティヌス1世によって拡張された。また、テオドシウス1世は、後にテッサロニケを破局から守る市壁を整備した。
ローマ帝国が東西に分裂すると、テッサロニキ（テッサロニケ）は東ローマ帝国の第二の都となり、バルカン半島の拠点として首都と緊密に結ばれた。しかし、580年頃からはじまるスラブ人の侵入により、バルカン半島は少数の沿岸都市を除いて侵略されてしまった。テッサロニキでも都市生活を営むことは不可能になり、農村的生活を余儀なくされたとは言え、城壁によって防衛されていたために壊滅することはなかった。
8世紀になると、東ローマ帝国はスラブ人の影響を排除することに成功し、徐々に再生していった。東ローマ帝国の建築は11世紀になるまで発展的状況は認められないが、バシレイオス1世が帝国の絶頂期を築いた後は、再び活発な活動が行われるようになった。テッサロニキの繁栄が絶頂を迎えるのは、ラテン帝国崩壊後、東ローマ帝国が斜陽にさしかかっていた初期パレオロゴス朝（パレオロゴス朝ルネサンス）の時代である。修道院に付属するいくつもの聖堂が残っており、コンスタンティノポリスの活動が完全に衰退した後も、テッサロニキでは活発な建築活動がおこなわれていたことが窺える。
テッサロニキには、現在も古代、および中世に建設された聖堂が残る。

## 主な建造物
ロトンダ
ガレリウスによって霊廟として建設されたものだが、彼がセルディカで歿した後に放棄された。後に聖ゲオルギオスの教会堂として献堂されてキリスト教の聖堂となり、その当時作成されたモザイクが残る。オスマン帝国の時代には、さらにモスクとして利用され、その時にミナーレが建設された。現在は無宗教の美術館となっているが、1978年の地震以降、現在も修復が行われている。
アヒロピイトス（アケイロポイエートス）聖堂
名称は「人の手でつくられたのではない」の意味で、同名の聖像にちなむものである。初期キリスト教建築の中でも最も古い教会堂の一つで、5世紀中期に建設された。側廊に2階のあるバシリカ。内部の装飾は残っていない。現在は無宗教の博物館として公開されている。
アギオス・ディミトリオス聖堂
テッサロニキの守護聖人聖デメトリオスに献堂されたバシリカで、彼が致命したとされる共同浴場の竃を囲むように建設された。ギリシャ共和国で最も大きなギリシャ正教会の聖堂である。1917年に火災に遭い、焼け落ちてしまったが、できる限り元の材料を使用して再建された。6世紀から7世紀かけて作成されたモザイクが残っている。テッサロキで最も崇拝される聖堂である。
アギア・ソフィア聖堂
ギリシャ国内で、東ローマ帝国の暗黒時代に建設されたものとしては唯一残る教会堂。7世紀中期の創建で、円蓋式バシリカと呼ばれる平面を持つ。ドームに9世紀頃の、アプスに12世紀頃描かれたモザイクが残る。オスマン帝国の時代はモスクとして使われたが、現在はキリスト教の聖堂となっている。
オシオス・ダヴィット聖堂
ラトモス修道院の中央聖堂だった建築物で、内接十字型とよばれる平面の聖堂だったが、今日ではその東半分のみが残る。アプス部分にモザイクが残る。
パナギア・ハルケオン聖堂
銅細工師の至聖女と呼ばれる聖堂であるが、本来の呼称は伝わっていない。1028年に創建された4円柱式内接十字型の聖堂。外面に装飾に対する意識が見られる。現在も正教会の聖堂として利用されている。
アギイ・アポストリ聖堂
1314年にコンスタンティノポリス総主教ニフォンによって建設された。4円柱式内接十字型の平面をナルテクスが取り囲む末期ビザンティン建築の特徴を持つ。内部にイスタンブールのコーラ修道院に類似するフレスコ画が残っている。諸使徒聖堂の意。
アギオス・ステファノス・オルファノス聖堂
見栄えのしない小さな聖堂だが、末期ビザンティン建築のすばらしいフレスコ画が残る。フレスコ画は14世紀初期の作品と考えられる。

## 登録基準
この世界遺産は世界遺産登録基準のうち、以下の条件を満たし、登録された（以下の基準は世界遺産センター公表の登録基準からの翻訳、引用である）。
- (i) 人類の創造的天才の傑作を表現するもの。
- (ii) ある期間を通じて、または、ある文化圏において、建築、技術、記念碑的芸術、町並み計画、景観デザインの発展に関し、人類の価値の重要な交流を示すもの。
- (iv) 人類の歴史上重要な時代を例証する、ある形式の建造物、建築物群、技術の集積、または景観の顕著な例。